# Diplocaulobium tentaculatum
Diplocaulobium tentaculatum là một loài thực vật có hoa trong họ Lan. Loài này được (Schltr.) Kraenzl. mô tả khoa học đầu tiên năm 1910.